# Мисьлець
Мисьлець (пол. Myślec) — село в Польщі, у гміні Старий Сонч Новосондецького повіту Малопольського воєводства.
Населення — 388 осіб (2011).
У 1975-1998 роках село належало до Новосондецького воєводства.

## Демографія
Демографічна структура станом на 31 березня 2011 року:
|          | Загалом | Допрацездатний вік | Працездатний вік | Постпрацездатний вік |
| -------- | ------- | ------------------ | ---------------- | -------------------- |
| Чоловіки | 190     | 56                 | 120              | 14                   |
| Жінки    | 198     | 53                 | 115              | 30                   |
| Разом    | 388     | 109                | 235              | 44                   |